# 称海等处宣慰司
称海等处宣慰司，元朝时设立的宣慰司。
成吉思汗时修建称海城，迁移中原汉地工匠数万至此居作、屯田，命大臣镇海领之，建城戍守。在今蒙古国科布多省东南宗海尔罕山之北。大德十一年（1307年）置宣慰司，治称海城。辖境相当今蒙古国阿尔泰山脉南麓以北，乌布苏湖以南，特斯河中游以西南地区，包括今中国新疆维吾尔自治区东北部一小部分。至治三年（1323年）废。旋复置。后又废。 